# Hephaestus habbemai
Hephaestus habbemai és una espècie de peix pertanyent a la família dels terapòntids.

## Descripció
- Pot arribar a fer 15 cm de llargària màxima.
- 12-13 espines i 11-13 radis tous a l'aleta dorsal i 3 espines i 10-11 radis tous a l'anal.[5][6]

## Hàbitat
És un peix d'aigua dolça, demersal i de clima tropical (4°S-7°S).

## Distribució geogràfica
Es troba a Nova Guinea.

## Observacions
És inofensiu per als humans.